# Топоница (Бела Паланка)
Топоница је насеље у Србији у општини Бела Паланка у Пиротском округу. Према попису из 2022. било је 15 становника (према попису из 1991. било је 117 становника).
Пре Другог светског рата село је имало више од 800 становника, а данас је на граници потпуне депопулације. Топоница је дала своје жртве у борби против окупатора 1941. године. Због тога се у центру села налази споменик посвећен партизанима.
Топоница заузима место у подножју Суве Планине. Са села се пружа поглед на врх Суве Планине који се назива Трем. Његова висина износи 1.810 метара. Природа овог подручја садржи мноштво биљних и животињских врста.
 Овај део југоисточне Србије обилује кишама, па је зато село богато рекама и потоцима. Корита река су највећа у пролеће јер се у том периоду снег отапа са околних планина. Вода је толико чиста да може да се можр пити. Једини проблем за природно станиште су дрвосече које током целе године обарају огромна стабла. Тако се животна средина гмизаваца, водоземаца, инсеката као и неких крупнијих звери непрекидно сужава. Природа је за сада готово нетакнута, али уколико се наставе сече шума истим темпом, околина ће се врло брзо променити.

## Демографија
У насељу Топоница живи 15 пунолетна становника, а просечна старост становништва износи 65,6 година (63,0 код мушкараца и 76,2 код жена). У насељу има 12 домаћинстава, а просечан број чланова по домаћинству је 1,25.
Ово насеље је великим делом насељено Србима (према попису из 2002. године).
|  |

| Демографија | Демографија | Демографија |
| Година      | Становника  | Становника  |
| ----------- | ----------- | ----------- |
| 1948.       | 654         |             |
| 1953.       | 633         |             |
| 1961.       | 434         |             |
| 1971.       | 276         |             |
| 1981.       | 178         |             |
| 1991.       | 117         | 117         |
| 2002.       | 68          | 70          |
| 2011.       | 26          |             |
| 2022.       | 15          |             |

| Етнички састав према попису из 2002.‍ | Етнички састав према попису из 2002.‍ | Етнички састав према попису из 2002.‍ | Етнички састав према попису из 2002.‍ | Етнички састав према попису из 2002.‍ |
| ------------------------------------ | ------------------------------------ | ------------------------------------ | ------------------------------------ | ------------------------------------ |
|                                      |                                      |                                      |                                      |                                      |
| Срби                                 | Срби                                 |                                      | 64                                   | 94,11%                               |
| непознато                            | непознато                            |                                      | 4                                    | 5,88%                                |

| Година пописа     | 1948. | 1953. | 1961. | 1971. | 1981. | 1991. | 2002. |
| ----------------- | ----- | ----- | ----- | ----- | ----- | ----- | ----- |
| Број домаћинстава | 117   | 123   | 114   | 97    | 74    | 61    | 39    |

| Број чланова      | 1  | 2  | 3 | 4 | 5 | 6 | 7 | 8 | 9 | 10 и више | Просек |
| ----------------- | -- | -- | - | - | - | - | - | - | - | --------- | ------ |
| Број домаћинстава | 18 | 16 | 2 | 3 | 0 | 0 | 0 | 0 | 0 | 0         | 1,74   |

| Пол    | Укупно | Неожењен/Неудата | Ожењен/Удата | Удовац/Удовица | Разведен/Разведена | Непознато |
| ------ | ------ | ---------------- | ------------ | -------------- | ------------------ | --------- |
| Мушки  | 30     | 12               | 15           | 3              | 0                  | 0         |
| Женски | 34     | 3                | 16           | 15             | 0                  | 0         |
| УКУПНО | 64     | 15               | 31           | 18             | 0                  | 0         |

| Пол    | Укупно                    | Пољопривреда, лов и шумарство | Рибарство                            | Вађење руде и камена | Прерађивачка индустрија       |
| ------ | ------------------------- | ----------------------------- | ------------------------------------ | -------------------- | ----------------------------- |
| Мушки  | 14                        | 13                            | 0                                    | 0                    | 0                             |
| Женски | 6                         | 6                             | 0                                    | 0                    | 0                             |
| УКУПНО | 20                        | 19                            | 0                                    | 0                    | 0                             |
| Пол    | Производња и снабдевање   | Грађевинарство                | Трговина                             | Хотели и ресторани   | Саобраћај, складиштење и везе |
| Мушки  | 0                         | 0                             | 0                                    | 0                    | 0                             |
| Женски | 0                         | 0                             | 0                                    | 0                    | 0                             |
| УКУПНО | 0                         | 0                             | 0                                    | 0                    | 0                             |
| Пол    | Финансијско посредовање   | Некретнине                    | Државна управа и одбрана             | Образовање           | Здравствени и социјални рад   |
| Мушки  | 0                         | 0                             | 0                                    | 0                    | 0                             |
| Женски | 0                         | 0                             | 0                                    | 0                    | 0                             |
| УКУПНО | 0                         | 0                             | 0                                    | 0                    | 0                             |
| Пол    | Остале услужне активности | Приватна домаћинства          | Екстериторијалне организације и тела | Непознато            | Непознато                     |
| Мушки  | 0                         | 0                             | 0                                    | 1                    | 1                             |
| Женски | 0                         | 0                             | 0                                    | 0                    | 0                             |
| УКУПНО | 0                         | 0                             | 0                                    | 1                    | 1                             |